# Ruth Geller
Ruth Geller (geboren am 16. Oktober 1923 in Chemnitz) ist eine israelische Schauspielerin deutscher Herkunft.

## Leben

### Herkunft und Familie
Ruth Geller war eine Tochter des Kaufmanns Mendel (gen. „Max“) Geller († 1961) und dessen Ehefrau Margarethe (gen. „Gretel“) Paula Geller geb. Götz (1897–1963). Die Familie mütterlicherseits stammte aus Penig in Sachsen, Großvater und Urgroßvater waren dort Schullehrer. Max Gellers Familie war in Galizien beheimatet; er selbst war als Junge ohne Familie nach Deutschland gekommen. In seiner Jugend war er als Maschinist ausgebildet worden.
Im September 1920 heirateten Gellers Eltern und bezogen eine Wohnung im Haus Heinrich-Beck-Straße 7 in Chemnitz. Dort wurden auch ihre insgesamt vier überlebenden Kinder geboren: die älteste Tochter Brigitte Ingeborg (geboren 1922, gen. „Ingele“), Ruth (geboren 1923), Edith (geboren 1925) und Richard Bernhard (geboren 1928). Die Tochter Edith starb als Säugling im Alter von knapp drei Monaten in der Staatlichen Frauenklinik und wurde ohne Namensnennung in der Kindergräberabteilung auf dem Jüdischen Friedhof in Chemnitz beigesetzt.
Max Geller war Inhaber einer kleinen Strumpf- und Wirkwarenfabrik, die seit 1920 unter der Firma Max Geller & Co. im Handelsregister eingetragen war. Nach der Insolvenz dieses Unternehmens übernahm er die Handelsvertretung für eine Wild- und Geflügel-Großhandlung. Max Geller sang im Synagogenchor, die Familie besuchte die Synagoge allerdings nur an hohen jüdischen Feiertagen. Seine beiden Schwestern, sein Schwager und deren Kinder wurden während des Holocausts ermordet.

### Kindheit und Jugend
Ruth Geller besuchte zunächst die Volksschule an der Heinrich-Beck-Straße, ganz in der Nähe ihres Elternhauses; zum Religionsunterricht ging sie in die jüdische Gemeinde. Sie wechselte nach der Volksschule kurzzeitig auf die Höhere Mädchenschule an der Reitbahnstraße, ging dann jedoch auf die Volksschule zurück, da die Familie nur der ältesten Tochter eine höhere Schulbildung finanzieren konnte. Von ihrer musikalischen Mutter, die Klavier spielte und sich zu Liedern von Schubert, Brahms und Hugo Wolf selbst begleitete, erhielt sie ihren ersten Musikunterricht. Ab ihrem 8. Lebensjahr bekam sie Klavierunterricht.
Im August 1935 wanderte Ruth Geller mit ihrer Familie über Triest auf dem Seeweg nach Palästina ein, wo sich die Familie in Haifa niederließ. Max Geller machte sich dort als Unternehmer im Straßenbau selbständig. Nach einigen Monaten im Hotel zog die Familie nach Bat Galim. In Israel besuchte Ruth Geller zeitweise eine Volksschule im Stadtteil Bat Galim, die sie jedoch ohne Abschluss verließ. Sie arbeitete als Haushaltshilfe, Kindermädchen und Verkäuferin in einem Wollgeschäft in Haifa. Vor Beginn des Zweiten Weltkriegs lebte die Familie Geller nach mehreren Umzügen in Kirjat Motzkin. Im Alter von 17 Jahren verließ Ruth Geller ihr Elternhaus und zog nach Tel-Aviv, wo sie sich mit verschiedenen Jobs (Babysitting, als Haushaltshilfe und Bedienung) finanziell über Wasser hielt. Ab 1943 war Tel Aviv ihr dauerhafter Wohnsitz.

### Künstlerische Anfänge
Ab ihrem 16. Lebensjahr erhielt sie in Haifa Klavierunterricht bei dem israelischen Komponisten und Pianisten Frank Pelleg, der dort zweimal in der Woche unterrichtete. Pelleg vermittelte ihr auch Klavierschüler. Geller trat bei Schülerkonzerten erstmals auch öffentlich auf. Von Pelleg wurde sie Anfang der 1940er Jahre als Pianistin für das Bühnenorchester an das Kammertheater in Tel-Aviv engagiert. Gertrud Kraus (1901–1977), eine Vertreterin des Modernen Tanzes in Israel, verpflichtete sie später als Pianistin für ihr Tanzensemble. Auch war sie später viele Jahre die Pianistin der Tänzerin Hilde Kesten.
Nach eigenen Angaben debütierte Geller als Schauspielerin bereits 1945 in Molières Komödie Monsieur de Poursoniaque. Während des Israelischen Unabhängigkeitskriegs war sie in der Truppenbetreuung eingesetzt. Nach Kriegsende erhielt sie ein weiteres Engagement am Kammertheater in Tel-Aviv, als Pianistin mit Schauspielverpflichtung. Sie spielte dort zunächst in Ever since Paradise von John Boynton Priestley, einem Stück über drei Paare. Anschließend erhielt sie im Jahr 1950 eine Rolle in Blyth Spirit von Noël Coward, wo sie Edith verkörperte, ein naives Stubenmädchen, das als Medium fungiert.

### Theaterkarriere
Von 1951 bis 1952 studierte sie Schauspiel an der E.P.J.D. (Éducation Par le Jeu Dramatique) in Paris. Ab 1955 bekam Ruth Geller dann Engagements an sämtlichen Theatern in Israel und wurde in den Folgejahren eine erfolgreiche Bühnenschauspielerin in Israel, wobei sie sich insbesondere für Stücke der Moderne (Eugène Ionesco, Samuel Beckett) einsetzte.
1956 trat sie am Sirah-Theater in Tel-Aviv in der Titelrolle des Ionesco-Stücks Die kahlköpfige Sängerin auf. 1957 spielte sie dort im Stück Die Reise des Mr. Perichon von Eugène Labiche. In der Spielzeit 1956/57 gastierte sie am deutschsprachigen Theater „Hagescher“ in dem Stück Der Torero-Walzer von Jean Anouilh.
1961 verkörperte sie die Rolle des Lucky in Warten auf Godot am Bavuʾot Theater in Tel-Aviv, die sie auch in weiteren Inszenierungen (u. a. 1969) übernahm. 1971 spielte sie die Titelrolle in Bernarda Albas Haus am Chan Theater in Jerusalem. 1983 trat sie am Kammertheater Tel-Aviv in Die Kofferpacker auf, einem Stück des israelischen Dramatikers Chanoch Levin (1943–1999); mit dieser Produktion erhielt sie eine Einladung zum Edinburgh Festival und nach Paris. 1986 spielte sie am Habimah Theater in Die Küche von Arnold Wesker; im selben Jahr stand sie in Ariel Dorfmans Witwen bei den Festspielen der Stadt Akko auf der Bühne. Gellers Bühnenkarriere dauerte sehr lange; noch 2003 spielte sie die Rebecca Nurse in The Crucible am Stadttheater Haifa.
2010 erhielt sie von der Internationalen Vereinigung des Theaters für Kinder und Jugendliche (ASSITEJ) den Preis als „Beste Schauspielerin in einer Hauptrolle“.

### Film und Fernsehen
Seit den 1970er Jahren stand Geller gelegentlich auch für Film und Fernsehen vor der Kamera. In dem israelischen Filmdrama Der Wind der Wüste (1982), das den Konflikt zwischen Juden und Arabern in Galiläa thematisiert, spielte sie die Rolle der Malka. In dem zweiteiligen deutschen, vom Hessischen Rundfunk produzierten Fernsehfilm Schalom, meine Liebe, der ab Februar 1997 in Frankfurt am Main und Israel gedreht wurde, war sie Partnerin von Dominique Horwitz (als Ron) und Buddy Elias. Sie verkörperte die „Bubbe“ Hanna, Rons Großmutter, eine ältere Frau, die sich gegen die Verbindung sträubt, die ihr Enkel in Deutschland zu einer Christin aufnimmt – mit den Worten: „Eine Schickse in unserer Familie! Und dafür haben wir Hitler überlebt?“ Die Erstausstrahlung war an Weihnachten 1998.
Ab den 2000er Jahren machte Geller eine Alterskarriere im israelischen Filmgeschäft. Im Kino und Fernsehen spielte sie zahlreiche alte Frauen und Großmütter, mit den unterschiedlichsten Facetten. Im israelischen Fernsehfilm Das Schweigen der Sirenen (2003), der den Jom-Kippur-Krieg thematisierte, stellte sie die israelische Ministerpräsidentin Golda Meir dar. In dem 2004 gedrehten, auf der Romanfigur Fishke der Krumer (von Mendele Moicher Sforim) basierenden, historischen Kriegsdrama König der Bettler von Regisseur Uri Paster, das 2007 veröffentlicht wurde, war sie die Greisin Hava.
In der deutsch-israelischen Co-Produktion Hannas Reise (2013) war sie als Altenheimbewohnerin Fanny Partnerin von Lia Koenig. In dem israelischen Kinofilm Am Ende ein Fest (2014) spielte sie die Seniorin Zelda, bei der ihre Krebserkrankung zurückgekehrt ist; sie wird von „Gott“ (hinter dem der über einen Hall-Mechanismus seine Stimme verändernde 71-jährige Tüftler Yehezkel steckt) angerufen, der ihr nicht nur die Angst vor dem Sterben nehmen will, sondern ihr auch mitteilt, dass im Himmel momentan kein Platz für sie sei. Am Ende ein Fest gilt als einer der erfolgreichsten Filme in Israel. Der Film, eine „wunderbar schelmische Komödie über Liebe, Freundschaft und das Abschiednehmen“, wurde bei den 48. Internationalen Hofer Filmtagen 2014 erstmals in Deutschland gezeigt. Er erhielt 2014 den Publikumspreis bei den Internationalen Filmfestspiele von Venedig und wurde beim 21. Jüdischen Filmfest Berlin-Brandenburg 2015 mehrfach ausgezeichnet, für die beste Regie und den besten israelischen Film sowie mit dem Gershon-Klein-Preis.
In dem Kurzfilm HaDiktator HaKatan (2015) spielte sie die Großmutter Gerda, eine Holocaust-Überlebende, zu deren 90. Geburtstag ein großes Familienfest stattfindet. In der deutsch-israelischen, in drei Sprachen (Deutsch, Englisch, Neuhebräisch) gedrehten TV-Produktion Herbe Mischung (2015) verkörperte Ruth Geller, an der Seite von Trystan Pütter und Peri Baumeister, die zunächst stumme, deutschstämmige Großmutter, die am Ende des Films ihre Sprache wiederfindet und das Familiengeheimnis enthüllt.

### Privates und Familie
Anfang der 1950er Jahre heiratete Geller den deutschstämmigen Klarinettisten und Orchestermusiker Klaus Kochmann (1920–2005), den Sohn des jüdischen Chemnitzer Kinderarztes Dr. Rudolf Kochmann. Kochmann spielte im Israelischen Philharmonischen Orchester (IPO) und trat u. a. gemeinsam mit Leonard Bernstein auf. Die Ehe wurde nach 24 Jahren Mitte der 1970er Jahre geschieden. Geller ist Mutter einer Tochter, die aus einer außerehelichen Beziehung mit dem israelischen Regisseur Michael Almaz stammt.
Neben ihrer Tätigkeit als Schauspielerin studierte Ruth Geller in den 1980er Jahren sechs Jahre an der Universität Tel Aviv (Everyman’s University) und erwarb den Bachelor-Abschluss in Literatur und Jüdischer Geschichte. Mit 65 Jahren begann sie ihr Masterstudium, das sie mit dem Master in Jüdischer Geschichte abschloss. Ihre etwa 200 Seiten umfassende Masterarbeit befasste sich mit den Vorstellungen der deutschen jüdischen Intelligenz von Spanien und dessen Judentum, und analysierte u. a. Heinrich Heine, Leopold Zunz, sowie Ludwig und Phöbus Moses Philippson. Danach studierte sie noch zwei Jahre Philosophie; aufgrund diverser Engagements fand sie jedoch nicht mehr die Zeit, auch dieses Studium zu beenden.
Im Sommer 1988 besuchte Ruth Geller gemeinsam mit ihrer Tochter ihre ursprüngliche Heimat Deutschland. Über Frankfurt am Main reiste sie mit dem Zug in die damalige DDR, mit Stationen in Dresden, Radebeul und schließlich ihrer Heimatstadt Chemnitz. Im Jahre 2001 nahm Ruth Geller als geladener Gast an den „10. Tagen der jüdischen Kultur“ in ihrer Geburtsstadt Chemnitz teil. Sie lebt in Ramat Aviv.
Ruth Gellers ältere Schwester Ingeborg lernte englische Stenografie und fand eine Anstellung als Sekretärin bei einem britischen Unternehmen. Sie heiratete 1946 Abraham Dana, einen sephardischem Juden, der aus Ägypten stammte, als Liftboy im selben Unternehmen wie sie arbeitete und später dort zum Lieferanten befördert wurde. Sie starb als Bracha Dana im Jahre 1981 an Krebs. Ruth Gellers jüngerer Bruder Bernhard, der sich in Israel Baruch nannte, lebt in Haifa. Er wurde Seemann und später Chefingenieur im Schiffswesen. Er heiratete 1958 Naomi Simroni. Aus den Ehen der Geschwister Geller gingen sechs Kinder hervor.

## Filmografie
- 1977: Mivtsa Yonatan (Kinofilm, Israel)
- 1982: Der Wind der Wüste (Chamsim, Kinofilm, Israel)
- 1994: Der Kastner-Prozeß (TV-Miniserie, Israel)
- 1998: Schalom, meine Liebe (Fernsehfilm, Deutschland)
- 2003: Das Schweigen der Sirenen (Shtikat HaTzofarim, Fernsehfilm, Israel)
- 2007: König der Bettler (Melech Shel Kabzanim, Kinofilm, Israel)
- 2010: Hitpartzut X (Kinofilm, Israel)
- 2011: Boker Tov Adon Fidelman (Kinofilm, Israel)
- 2011: Hannas Garten (Emek Tiferet, Kinofilm, Israel)
- 2011: Sabri Maranan (Fernsehserie, Israel)
- 2012: 30 Shakh LeSha'a (Fernsehserie, Israel)
- 2012–2016: Yom Haem (Fernsehserie, Israel)
- 2013: Ptzuim BaRosh (Fernsehserie, Israel)
- 2013: Hannas Reise (Kinofilm, Deutschland/Israel)
- 2013–2015: Shtisel (Fernsehserie, Israel)
- 2014: Am Ende ein Fest (Mita Tova, Kinofilm, Israel)
- 2015: HaDiktator HaKatan (Kurzfilm, Israel)
- 2015: Herbe Mischung (A Bitter Mix, Fernsehfilm, Deutschland/Israel)
- 2017: Before Memory (Kinofilm, Israel)